# Сэйрю Иноуэ
Сэйрю Иноуэ (яп. 井上 青龍 Иноуэ Сэйрю, 1931-1988) — японский фотограф. Он родился в 1931 году в городе Тосе, префектура Коти. Иноуэ стал первым учеником Такедзи Ивамии в Осаке в 1951 году. В 1954 году во время работы с Такедзи, Сэйрю начал работать временным оператором в Радиовещательной корпорации Асахи.
Такедзи Ивамии признал талант Сэйрю в 1958 году, он призвал молодого Иноуэ бродить по улицам Камагасаки в Нисинари-ку, Осака. В 1950-м году Сэйрю Иноуэ получил репутацию самого молодого документального фотографа. В 1959 году он стал лауреатом профессионального конкурса фотофильмов «Fuji». В мае 1960 года в Токио Иноуэ провел свою первую персональную выставку «Сто лиц Камагасаки», которая была удостоена премии новичка журнала «Camera Geijutsu». В 1961 году он также получил премию новичка от японской ассоциации фото-критиков.
В 1959 году Дайдо Морияма присоединился к фото-студии Ивамии, а затем переехал в Токио в 1961 году. Морияма считает, что именно Сэйрю направил его на фото путь и оказал большое влияние на развитие его фотографического стиля. В 2005 году Морияма написал для ретроспективной выставки Иноуэ, его слова: «-„Ты идешь, Мори?“- Когда Иноуэ попросил меня сопровождать его в Камагасаки, это решение поставило меня на истинный путь фотографа», и «без первопроходца Иноуэ я бы не пустился в долгий путь фотографии, которым я следовал».
Иноуэ продолжал работать в Осаке, он стал преподавателем на факультете документальной фотографии в Осакском университете, а в 1987 году — профессором.
После своей работы в Камагасаки Иноуэ фотографировал этнических корейцев, эмигрировавших из Японии в Северную Корею, а также в его коллекцию входили фотографии различных фестивалей и города Киото. Он занимался фотографированием на Амами в префектуре Кагосима. В 1988 году он погиб на острове Токуносима.

## Книги Сэйрю Иноуэ
- Inoue Seiryū Shashinshū Kamagasaki (井上青龍写真集　釜ヶ崎) / Seiryū Inoue Photography Book: Kamagasaki Ginga Shobo, Osaka, 1985. Includes poetry by Kamagasaki resident Higashibuchi Osamu　(東淵修). In Japanese
- Hysteric One: Inoue Seiryu Hysteric Glamour, Tokyo, 2005.
- Shashinka Inoue Seiryū Kaikoten (写真家井上青龍回顧展) / Retrospective Exhibition of Seiryū Inoue, Photographer. Amagasaki City Sogo Bunka Centre, 2005. In Japanese. This book also contains a detailed biography and several articles in memory of Inoue, including one by Daidō Moriyama.
- Inoue Seiryu / Kojima Ichiro Rat Hole, Tokyo, 2007.